# The Painting (film 1909)
The Painting è un cortometraggio muto del 1909. Il nome del regista non viene riportato nei credit.

## Produzione
Il film fu prodotto dalla Vitagraph Company of America.

## Distribuzione
Distribuito dalla Vitagraph Company of America, il film - un cortometraggio di 131 metri - uscì nelle sale cinematografiche statunitensi il 5 gennaio 1909. Nelle proiezioni, veniva programmato con il sistema dello split reel, accorpato in un'unica bobina con un altro cortometraggio della Vitagraph, The Bride of Lammermoor: A Tragedy of Bonnie Scotland.